# Horaga privigna
Horaga privigna är en fjärilsart som beskrevs av Hans Fruhstorfer 1966. Horaga privigna ingår i släktet Horaga och familjen juvelvingar. Inga underarter finns listade i Catalogue of Life.